# Коул, Гэри
Гэ́ри Майкл Ко́ул (англ. Gary Michael Cole; род. 20 сентября 1956, Парк-Ридж, Иллинойс, США) — американский актёр. Он известен по своим многочисленным ролям второго плана в кино и на телевидении. На телевидении он наиболее известен по ролям в сериалах Крестовый поход (телесериал), «Западное крыло», «Отчаянные домохозяйки», «Красавцы» и «Хорошая жена», а также в последнее время был заметен в сериалах: «Вице-президент», «Форс-мажоры» и «NCIS». Он также известен по озвучиванию примерно 30 эпизодических персонажей в мультсериале «Гриффины». В кино он появился в таких фильмах как «На линии огня», «Фильм о семейке Брейди», «Офисное пространство», «Дар», «Фото за час», «Обмануть всех», «Кадет Келли», «Измена», «Ананасовый экспресс: Сижу, курю» и т. д.